# Жюлье, Шарль
Шарль Жюлье (фр. Charles Juliet; 30 сентября 1934[…], Корлье, Эн — 26 июля 2024, 4-й округ Лиона) — французский поэт и писатель, драматург. В 2013 году получил Гонкуровскую премию за поэзию.
Его произведения переведены на немецкий, испанский, итальянский, английский, польский, японский, вьетнамский, турецкий, корейский, китайский и др. языки.

## Биография
После того, как его мать отправили в психиатрическое отделение из-за попыток самоубийства, Жюлье воспитывался в семье швейцарских крестьян. В 12 лет он пошёл в школу в Экс-ан-Провансе, а в 20 лет продолжил обучение в Лионе. Три года спустя он бросил учёбу и занялся писательством.
Пятнадцать лет спустя он опубликовал свою первую книгу «Фрагменты» с предисловием Жоржа Альда. В это время он также встречался с другими творческими людьми, среди которых Мишель Лейрис, Рауль Юбак, Брам ван Вельде, Пьер Сулаж и Сэмюэл Беккет.
Жюлье проживал в Лионе, где и умер 26 июля 2024 года в возрасте 89 лет.
Его произведение «Ламбо» включено в программу французского бакалавриата.

### Личность

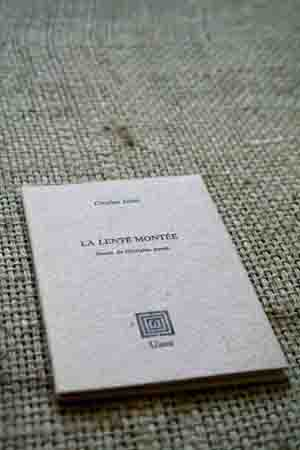
Медленный подъём, издательство Unes (1984).

Его автобиографические произведения, особенно «Ламбо», многое говорят нам о его личности. Шарль Жюлье считает себя новичком, сравнивая себя с «неофитом» в отрывке из книги, где он говорит о своих трудностях с письмом. В целом он склонен недооценивать себя. Он обесценивает себя, принижает себя, потому что у него, по его словам, «слишком высокая требовательность», которая заставляет его сомневаться в собственных средствах и способностях. Он не уверен в себе, в своём таланте и чувствует себя хуже писателей, которыми восхищается. Он всегда честно анализирует себя, часто обращается к трудностям письма, а также размышляет над автобиографией (трудность выразить словами то, что он чувствует, и боль, вызванная припоминанием определённых воспоминаний).